# GT World Challenge Europe
Pour les articles homonymes, voir BGS.
Le GT World Challenge Europe (anciennement Blancpain GT Series) est un championnat de course automobile sur circuit réunissant des voitures de Grand Tourisme. Il regroupe les deux championnats GT World Challenge Europe Endurance Cup et GT World Challenge Europe Sprint Cup pour le meilleur pilote et la meilleure écurie de la catégorie.
L'organisateur de ce championnat est la société SRO, celui-ci est parrainé par l'horloger Blancpain jusqu'en 2019. En 2020, il devient le GT World Challenge Europe.

## Palmarès
| Saison | Général                               | Coupe Silver                    | Coupe Pro-Am                               | Coupe Am                     | Gold Cup                      | Bronze Cup                     |
| ------ | ------------------------------------- | ------------------------------- | ------------------------------------------ | ---------------------------- | ----------------------------- | ------------------------------ |
| 2014   | Laurens Vanthoor                      | Non décernées                   | Non décernées                              | Non décernées                | Non décernées                 | Non décernées                  |
| 2015   | Robin Frijns                          | Non décernées                   | Non décernées                              | Non décernées                | Non décernées                 | Non décernées                  |
| 2016   | Dominik Baumann Maximilian Buhk       | Non décernées                   | Michał Broniszewski                        | Claudio Sdanewitsch          | Non décernées                 | Non décernées                  |
| 2017   | Mirko Bortolotti Christian Engelhart  | Non décernées                   | Alexander Mattschull                       | David Perel                  | Non décernées                 | Non décernées                  |
| 2018   | Raffaele Marciello                    | Nico Bastian Jack Manchester    | Nyls Stievenart Markus Winkelhock          | Adrian Amstutz Leo Machitski | Non décernées                 | Non décernées                  |
| 2019   | Andrea Caldarelli Marco Mapelli       | Nico Bastian                    | Andrea Bertolini Louis Machiels            | Non décernées                | Non décernées                 | Non décernées                  |
| 2020   | Timur Boguslavskiy                    | Ezequiel Pérez Companc          | Chris Froggatt Edward Cheever              | Non décernées                | Non décernées                 | Non décernées                  |
| 2021   | Dries Vanthoor Charles Weerts         | Alex Fontana                    | Henrique Chaves Miguel Ramos               | Non décernées                | Non décernées                 | Non décernées                  |
| 2022   | Raffaele Marciello                    | Thomas Neubauer Benjamin Goethe | Miguel Ramos                               | Non décernées                | Non décernées                 | Non décernées                  |
| 2023   | Timur Boguslavskiy Raffaele Marciello | Alex Aka Lorenzo Patrese        | Alex Fontana Ivan Jacoma Nicolas Leutwiler | Non décernées                | Niklas Krütten Calan Williams | Alex Malykhin                  |
| 2024   | Lucas Auer Maro Engel                 | César Gazeau Aurélien Panis     | Non décernée                               | Non décernées                | Paul Evrard Gilles Magnus     | Eddie Cheever III Jonathan Hui |

| Saison | Général                    | Coupe Silver           | Coupe Pro-Am              | Coupe Am           | Gold Cup         | Bronze Cup      |
| ------ | -------------------------- | ---------------------- | ------------------------- | ------------------ | ---------------- | --------------- |
| 2014   | Belgian Audi Club Team WRT | Non décernée           | Non décernées             | Non décernées      | Non décernées    | Non décernées   |
| 2015   | Belgian Audi Club Team WRT | Non décernée           | Non décernées             | Non décernées      | Non décernées    | Non décernées   |
| 2016   | HTP Motorsport             | Non décernée           | Kessel Racing             | AF Corse           | Non décernées    | Non décernées   |
| 2017   | GRT Grasser Racing Team    | Non décernée           | Rinaldi Racing            | Kessel Racing      | Non décernées    | Non décernées   |
| 2018   | SMP Racing by AKKA ASP     | Non décernée           | Saintéloc Racing          | Barwell Motorsport | Non décernées    | Non décernées   |
| 2019   | Orange1 FFF Racing Team    | AKKA ASP Team          | AF Corse                  | Non décernées      | Non décernées    | Non décernées   |
| 2020   | Belgian Audi Club Team WRT | Madpanda Motorsport    | Sky - Tempesta Racing     | Non décernées      | Non décernées    | Non décernées   |
| 2021   | Team WRT                   | Emil Frey Racing       | Barwell Motorsport        | Non décernées      | Non décernées    | Non décernées   |
| 2022   | AKKodis ASP Team           | Team WRT               | AF Corse                  | Non décernées      | Non décernées    | Non décernées   |
| 2023   | AKKodis ASP Team           | Tresor Attempto Racing | Car Collection Motorsport | Non décernées      | Boutsen VDS      | Pure Rxcing     |
| 2024   | Team WRT                   | Boutsen VDS            | Non décernées             | Non décernées      | Saintéloc Racing | Rutronik Racing |